# 拉迪安冰川
78°13′S 163°0′E / 78.217°S 163.000°E
拉迪安冰川（英語：Radian Glacier）是南極洲的冰川，位於皇家學會嶺東部，流經拉克山東南部，最終注入瓦科特灣，附近的拉迪安嶺取名自該冰川。